# Fouly
Ne doit pas être confondu avec La Fouly.
Fouly est une commune située dans le département de Mansila, dans la province du Yagha, région du Sahel, au Burkina Faso.